# Victor Aaron
Victor Aaron (11 de setembre de 1956 - 4 de setembre de 1996) fou un actor amerindi de la tribu dels Yaquis. Era la veu original de John Redcorn a la sèrie King of the Hill, que va ser substituït per Jonathan Joss a la segona temporada després de la mort d'Aaron. Va morir en un accident de trànsit el 1996, una setmana abans del seu 40 aniversari. L'episodi The Order of the Straight Arrow de King of the Hill va ser dedicat a la seva memòria.